# Eilean Bàn
Eilean Bàn (che in lingua gaelica scozzese significa isola bianca) è un'isola di circa 24.000 m² situata al largo della terraferma scozzese, tra Kyle of Lochalsh e l'isola di Skye, nelle Highland. L'isola sostiene parte del ponte di Skye, che attraversa la foce del Loch Alsh dalla terraferma a Skye.
Eilean Bàn fu residenza di John Lister-Kaye, che scrisse il suo romanzo The White Island relativo al tempo passato sull'isola, lavorando per Gavin Maxwell.
Il faro di Kyleakin si trova al margine sud-occidentale dell'isola. Fu costruito da David e Thomas Stevenson nel 1857, ed è collegato a un paio di abitazioni per gli operatori. Il faro fu automatizzato e convertito all'acetilene nel 1960; a seguito dell'inizio della costruzione del ponte di Skye, il faro fu dismesso nel 1993. Si tratta di un monumento classificato di categoria B.
Nel 2001 l'isola aveva una popolazione di due persone, registrate nel censimento; nel 2011 tuttavia non vi erano "residenti abituali" che vi vivevano.